# Antonio Vasquez
Antonio Vasquez (Canicattini Bagni, 2 dicembre 1924 – 1996) è stato un cantante italiano.
In alcune incisioni ha usato lo pseudonimo Tony Montez.

## Biografia
Inizia a cantare nel periodo della guerra, debuttando nel 1944 a Radio Bari, una delle stazioni dell'Eiar, con l'orchestra del maestro Carlo Vitale (insieme a Antonio Vaglio, Gioconda Fedeli, Nico D'Agostino, Wanda Salerno ed Enrico Nosek).
Nel dopoguerra si trasferisce a Torino, dove diventa il cantante dell'Orchestra Cumicatto; ottenuto un contratto discografico con la Cetra inizia ad incidere con l'orchestra di Pippo Barzizza, per passare poi nel 1951 a quella di Armando Fragna, nel 1953 al complesso di Carlo Savina, nel 1955 all'orchestra di Francesco Ferrari e nel 1956 nuovamente con Fragna.
Tra i suoi successi di questo periodo vi sono Musica dolce musica, Signorinella mia, Montagne d'Italia, Roma città santa, Primo amore.
Nel 1956 partecipa alla prima edizione della Sagra della Canzone Nova di Assisi, con l'Orchestra Angelini.
Nel 1958 diventa il cantante dell'Orchestra Rosaclot, insieme a Fiorella Giacon, passando alla casa discografica Excelsius.
Passa poi nel 1962 all'Orchestra Swing Maior, riducendo l'attività ad esibizioni nei locali torinesi, in particolare al night Bruno al Valentino, e nel 1967 entra nell'orchestra di Giuseppe Santonocito.

## Discografia parziale

### 33 giri 25 cm
- 1º maggio 1954: Otto grandi successi del 4º Festival della Canzone (Cetra, LP 10, con il Quartetto Cetra e Katyna Ranieri
- 1956: Antonio Vasquez (sezione) (Cetra, LP 81]

### 78 giri
- 1951: La canzone della strada/Lasciamoci (Cetra, DC 5220)
- 1953: Perdonami/Se tu sei con me (Cetra, DC 5849)
- 1955: Canto nella valle/Incantatella (Cetra, DC 6263; solo lato B; lato A cantato da Bruno Pallesi e Nuccia Bongiovanni)
- 1955: Il walzer del carrettiere/Il ponte sullo stretto (Cetra, DC 6395; lato A canta Antonio Vasquez; lato B canta Wanda Romanelli)

### EP
- 1954: Canzone da due soldi/Rose (i tempi sono cambiati)/Non è mai troppo tardi/Sotto l'ombrello (Cetra, EP 607; con Katina Ranieri)

### 45 giri
- 1958: Tengo 40 grados/Cantando con le lacrime agli occhi (Excelsius, EXS 0201; con il complesso Rosaclot, solo lato A; lato B cantato da Fiorella Giacon)
- 1958: Condannami/Per un bacio d'amore (Excelsius, EXS 0202; con il complesso Rosaclot)
- 1958: Passion Flower/Moon-Talk (parole alla luna) (Excelsius, EXS 0206; inciso come Tony Montez, con il complesso Rosaclot)
- 1958: Amore, guarda il cielo!/Quanto ti amavo (Excelsius, EXS 0211; inciso come Tony Montez, con il complesso Rosaclot)
- Dicembre 1959: Marina/Baciar non è peccato (Cetra, SP 701)